# Florida Panthers
De Florida Panthers is een ijshockeyteam dat actief is in de National Hockey League. Het team heeft als thuisbasis de BankAtlantic Center in Sunrise, Florida, een voorstad van Miami. Het is een franchise die actief is vanaf het seizoen 1993/94.

## Geschiedenis
In 1993 kreeg Miami toestemming om een tweede ijshockeyteam uit Florida in de National Hockey League te starten, tegelijk met de start van de Mighty Ducks of Anaheim. Het eerste seizoen was een van de succesvolste startersseizoenen van een ijshockeyteam aller tijden, hoewel de Panthers de play-offs voor de Stanley Cup net misten. Ook het volgende seizoen werden de play-offs niet gehaald, maar het jaar daarna was het een ander verhaal. Het team verraste iedereen en won de Prince of Wales Trophy, maar de finale werd gesweept door de Colorado Avalanche die met 4-0 de Stanley Cup pakten. In 1998 verhuisden ze naar Sunrise om te spelen in de BankAtlantic Center aldaar. Het jaar daarna werd Pavel Bure gehaald, die dankzij zijn 58 doelpunten (waarmee hij de Maurice Richard Trophy won) de Panthers naar de play-offs loodste, maar verder dan de eerste ronde kwamen ze niet. Het jaar daarna werd Bure weer topscorer, maar dat was dan ook het enige lichtpuntje in het verder tegenvallende team dat seizoen.

## Prijzen

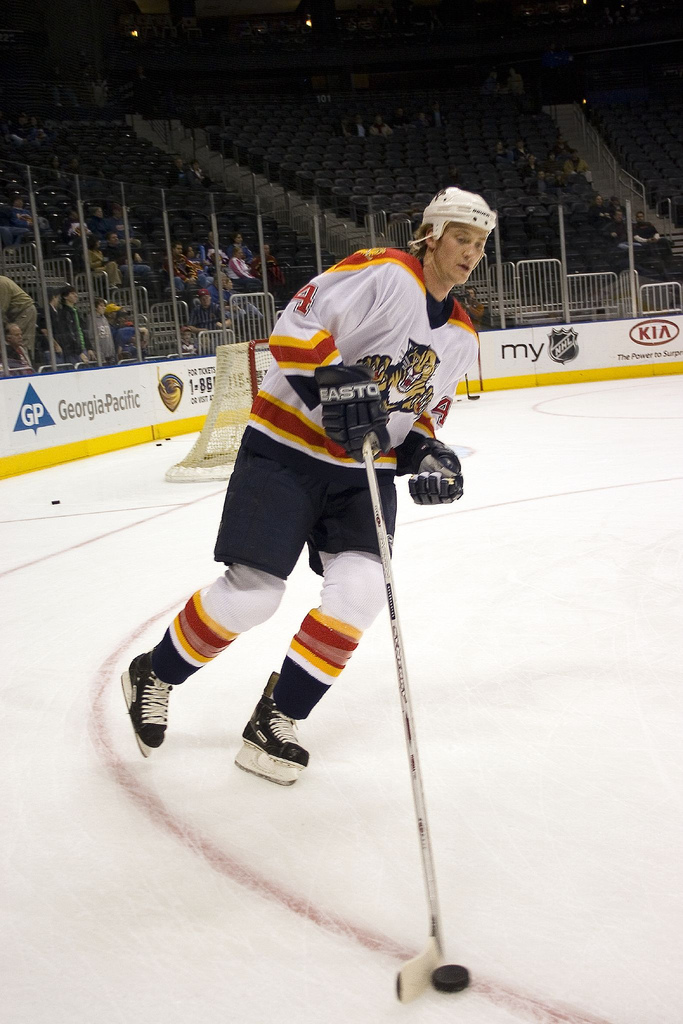
Jay Bouwmeester

- 1996 - Prince of Wales Trophy
- 2023 - Prince of Wales Trophy
- 2024 - Stanley Cup
- 2025 - Stanley Cup

## Play-offoptreden
- 2025 - winnaar Stanley Cup
- 2024 - winnaar Stanley Cup
- 2023 - finale (Vegas Golden Knights)
- 2022 - tweede ronde (Tampa Bay Lightning)
- 2021 - eerste ronde (Tampa Bay Lightning)
- 2020 - kwalificatieronde (New York Islanders)
- 2019 - play-offs niet gehaald
- 2018 - play-offs niet gehaald
- 2017 - play-offs niet gehaald
- 2016 - eerste ronde (New York Islanders)
- 2015 - play-offs niet gehaald
- 2014 - play-offs niet gehaald
- 2013 - play-offs niet gehaald
- 2012 - eerste ronde (New Jersey Devils)
- 2011 - play-offs niet gehaald
- 2010 - play-offs niet gehaald
- 2009 - play-offs niet gehaald
- 2008 - play-offs niet gehaald
- 2007 - play-offs niet gehaald
- 2006 - play-offs niet gehaald
- 2004 - play-offs niet gehaald
- 2003 - play-offs niet gehaald
- 2002 - play-offs niet gehaald
- 2001 - play-offs niet gehaald
- 2000 - eerste ronde (New Jersey Devils)
- 1999 - play-offs niet gehaald
- 1998 - play-offs niet gehaald
- 1997 - eerste ronde (New York Rangers)
- 1996 - finale (Colorado Avalanche)
- 1995 - play-offs niet gehaald
- 1994 - play-offs niet gehaald

## Spelers

### Huidige selectie
Bijgewerkt tot 7 mei 2023
| #  | Naam                  | Nationaliteit    | Pos. |
| -- | --------------------- | ---------------- | ---- |
| 16 | Aleksander Barkov (C) | Finland          | C    |
| 9  | Sam Bennett           | Canada           | C    |
| 26 | Connor Bunnaman       | Canada           | C    |
| 21 | Nick Cousins          | Canada           | C    |
| 22 | Zac Dalpe             | Canada           | C    |
| 10 | Anthony Duclair       | Canada           | LW   |
| 36 | Patrick Giles         | Verenigde Staten | RW   |
| 20 | Aleksi Heponiemi      | Finland          | C    |
| 70 | Patric Hornqvist (A)  | Zweden           | RW   |
| 94 | Ryan Lomberg          | Canada           | LW   |
| 15 | Anton Lundell         | Finland          | C    |
| 27 | Eetu Luostarinen      | Finland          | C    |
| 13 | Sam Reinhart          | Canada           | C    |
| 54 | Givani Smith          | Canada           | RW   |
| 12 | Eric Staal            | Canada           | C    |
| 19 | Matthew Tkachuk (A)   | Verenigde Staten | LW   |
| 23 | Carter Verhaeghe      | Canada           | C    |
| 6  | Colin White           | Verenigde Staten | C    |
| 44 | Mike Benning          | Canada           | D    |
| 32 | Lucas Carlsson        | Zweden           | D    |
| 5  | Aaron Ekblad (A)      | Canada           | D    |
| 4  | Casey Fitzgerald      | Verenigde Staten | D    |
| 42 | Gustav Forsling       | Zweden           | D    |
| 7  | Radko Gudas           | Tsjechië         | D    |
| 8  | Matt Kiersted         | Verenigde Staten | D    |
| 75 | Santtu Kinnunen       | Finland          | D    |
| 53 | John Ludvig           | Tsjechië         | D    |
| 28 | Josh Mahura           | Canada           | D    |
| 62 | Brandon Montour       | Canada           | D    |
| 79 | Calle Sjalin          | Zweden           | D    |
| 18 | Marc Staal            | Canada           | D    |
| 72 | Sergei Bobrovsky      | Rusland          | GK   |
| 37 | Evan Fitzpatrick      | Canada           | GK   |
| 30 | Spencer Knight        | Verenigde Staten | GK   |
| 34 | Alex Lyon             | Verenigde Staten | GK   |

### Bekende (oud-)spelers
- Pavel Bure
- Jay Bouwmeester
- Olli Jokinen
- Joe Nieuwendyk
- Cory Stillman
- Jaromír Jágr
- Roberto Luongo

### Teruggetrokken nummers
- 93 - Bill Torrey
- 99 - Wayne Gretzky (verboden te dragen in de gehele NHL)